# Margaritis Schinás
Margaritis Schinás (en griego: Μαργαρίτης Σχοινάς; nacido el 28 de julio de 1962) es un político griego.
En diciembre de 2019 asumió la vicepresidencia de la Comisión Von der Leyen con la cartera de comisario europeo para la protección del estilo de vida europeo. Miembro del partido Nueva Democracia, fue diputado al Parlamento Europeo entre 2007 y 2009, portavoz de la Comisión Europea entre 2014 y 2019, y subdirector general e la Dirección General de Comunicación de la Comisión Europea entre 2015 y 2019.

## Biografía

### Educación
Margaritis Schinás nació en Salónica en el seno de una familia procedente de Furka (Calcídica). Estudió en la Universidad Aristóteles de Salónica, donde se graduó en Derecho en 1985. En 1986 se diplomó en Estudios Europeos Superiores en Administración Pública Europea en el Colegio de Europa de Brujas, y en 1987 obtuvo una maestría en Administración Pública y Política en la London School of Economics.

### Trayectoria política en Europa
Desde 1990, ha ocupado diversos puestos en la Comisión Europea. En 1993 formó parte del gabinete de los comisarios europeos Abel Matutes y Marcelino Oreja Aguirre. Durante la Comisión Prodi, fue jefe de gabinete adjunto de la vicepresidenta Loyola de Palacio entre 1999 y 2004, y presidente del gabinete del comisario europeo Markos Kyprianú entre junio de 2004 y septiembre de 2007.
Durante la 6.ª legislatura del Parlamento Europeo, ocupó un escaño como miembro de Nueva Democracia tras la dimisión de Andonis Samarás el 25 de septiembre de 2007. Como europarlamentario, formó parte del Comisión de Presupuestos. No se presentó a las elecciones al Parlamento Europeo de 2009.
En 2010, el presidente de la Comisión Europea Durão Barroso nombró a Schinás subdirector de la Oficina de Consejeros de Política Europea (BEPA, por sus siglas en inglés). En abril de 2013, Schinás fue nombrado director de la Dirección General de Asuntos Económicos y Financieros.
Desde noviembre de 2014, es el portavoz principal interino de la Comisión Europea, a propuesta de Jean-Claude Juncker. El 16 de diciembre de 2015 fue nombrado director adjunto de la Dirección de Comunicación de la Comisión Europea.
Tras las elecciones al Parlamento Europeo de 2019, Schinás fue nombrado para formar parte en la Comisión Von der Leyen como vicepresidente responsable de cuestiones migratorias y de la protección del estilo de vida europeo.

### Vida personal
Margaritis Schinás habla griego, inglés, francés y español. Está casado con la española Mercedes Alvargonzález Figaredo, a la que conoció siendo ambos estudiantes en el Colegio de Europa en Brujas. Tienen dos hijos: Stergios y Juan.
En marzo de 2020, Schinás fue uno de los pocos participantes en el inicio del relevo de la llama olímpica de Tokio 2020 (cancelado posteriormente debido a la crisis del COVID-19) en Olimpia (Grecia). Fue el tercer portador de la antorcha, después de dos campeones olímpicos: la tiradora griega Anna Korakaki y la maratonista japonesa Mizuki Noguchi.